# João Magueijo
João Magueijo (* 1967 in Évora) ist ein portugiesischer theoretischer Physiker, der als Vertreter einer kosmologischen Theorie mit veränderlicher Lichtgeschwindigkeit bekannt ist.

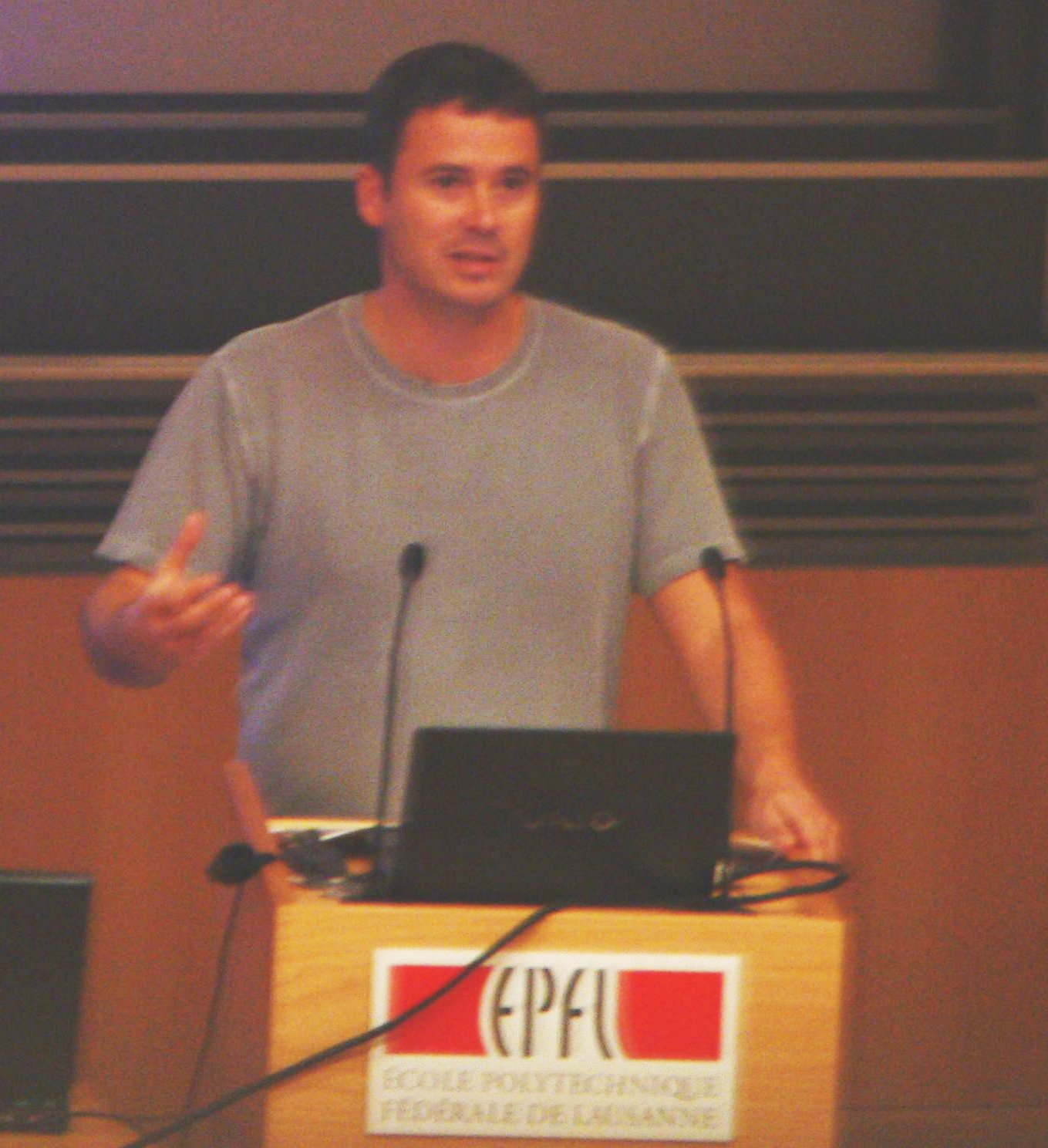
Magueijo (2005)

Magueijo studierte Physik an der Universität Lissabon und wurde an der Universität Cambridge (St. John´s College) promoviert. Danach war er an der Princeton University und der Universität Cambridge und ist Professor am Imperial College London.
1998 entwickelte er eine kosmologische Theorie mit veränderlicher Lichtgeschwindigkeit (Variable Speed of Light Theory, VSL) mit Andreas Albrecht. Eine in der Frühzeit des Universums erhöhte Lichtgeschwindigkeit könnte das Horizontproblem und andere kosmologische Probleme lösen ohne Inflation. Eine ähnliche Theorie wurde schon 1993 von John Moffat vorgeschlagen, aber zunächst weitgehend ignoriert (es kam auch zu einem Prioritätsstreit mit Moffat, den beide aber freundschaftlich beilegten). Magueijo veröffentlichte 2003 ein populärwissenschaftliches Buch über seine Theorie.
Er veröffentlichte auch eine Biographie von Ettore Majorana.

## Werke
- A Brilliant Darkness: The Extraordinary Life and Disappearance of Ettore Majorana, the Troubled Genius of the Nuclear Age, Basic Books, 2009
- Faster Than The Speed of Light: The Story of a Scientific Speculation, Basic Books, 2003
  - deutsche Ausgabe: Schneller als die Lichtgeschwindigkeit. Der Entwurf einer neuen Kosmologie. Bertelsmann, München 2003, ISBN 978-3-570-00580-4.
- mit Andreas Albrecht: A time varying speed of light as a solution to cosmological puzzles, Physical Review D, Band 59, 1999, 043516, Arxiv